# Arc de la Victoire (Gênes)
L'Arc de la Victoire, connu aussi comme Monument aux Morts ou Arc des Morts, est un imposant arc de triomphe qui se trouve à Gênes sur la Place de la Victoire, il fut inauguré le 31 mai 1931 et est consacré à la mémoire des Génois morts pendant la Première Guerre mondiale.

## Histoire
La mairie de Gênes a décidé de construire un monument commémoratif en 1923. Le comité d'évaluation a choisi le projet présenté par Marcello Piacentini et Arturo Dazzi. Le dessin a été modifié par le même Piacentini en 1926. L'Arc a été construit par l'entreprise locale Impresa Garbarino e Sciaccaluga, sous la direction de Piacentini.

## Structure
L'arc est construit au bout d'une rampe en demi-cercle. De chaque côté se trouvent deux portes menant à la crypte. 
Le monument repose sur quatre piliers d'angle et huit piliers ornés à l'extérieur par des colonnes soutenant des œuvres d'Arturo Dazzi et Edoardo De Albertis. À l'intérieur il y a deux grandes colonnes, sculptées par Prini, consacrées à la paix et à la famille, et à l'extérieur des allégories sculptées par Dazzi aux inscriptions réalisées par le même Dazzi et par Mario Maria Martini. 
La frise d'Arturo Dazzi se développe en plusieurs épisodes. Au Nord sont représentés les artilleurs, les Alpins et la Croix-Rouge et au Sud 
l'artillerie et la cavalerie. Sur les côtés de l'Arc figurent les reconstitutions des batailles de l'Isonzo et du Piave, et sur le côté ouest, des tireurs d'élite où se trouve un soldat avec le visage de Benito Mussolini et les sapeurs de génie. À l'Est enfin figurent les forces aérienne et navale.

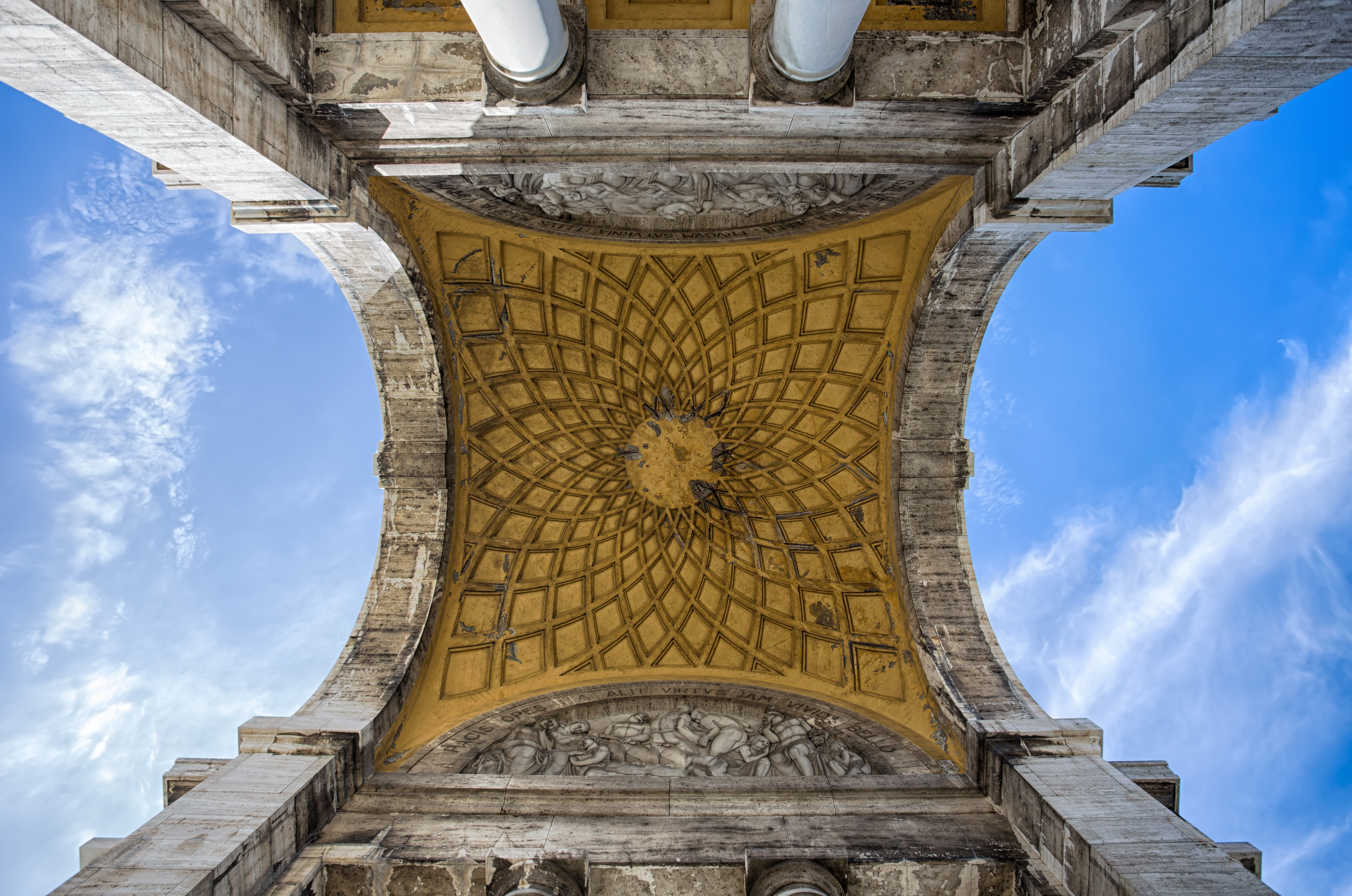
Détail de l'Arc de Triomphe

## Référence
- (it) Cet article est partiellement ou en totalité issu de l’article de Wikipédia en italien intitulé « Arco della Vittoria » (voir la liste des auteurs).